# Желтушка курдская
Желтушка курдская или Желтушка зеленокудрая (лат. Colias chlorocoma) — дневная бабочка рода Colias из подсемейства желтушки семейства белянки. 

## Описание
Размах крыльев 50—60 мм. Основной фон крыльев самцов окрашен в бледный зеленовато-лимонный цвет и несут на себе широкую чёрную краевую кайму. У самок посередине заднего крыла находится небольшое оранжево-жёлтое пятно.

## Ареал и местообитание
Является субэндемиком Закавказья. Ареал также включает Армению и Турцию. Населяет сухие склоны, покрытые фриганоидной растительностью. В горах поднимается на высоты до 1500—1800 м н.у.м.. Вид встречается локально в зонах нагорно-ксерофильной растительности.

## Биология
Развивается в одном поколении за год. Бабочки летают со второй половины мая до начала июля. Обычно самцы порхают в быстром полёте над землей. Кормятся бабочки на цветущей растительности утром и ближе к вечеру предпочитая цветки астрагала и чабреца. Самки малоподвижные, преимущественно сидят в траве и крайне редко могут перелетать на небольшие расстояния. Гусеницы живут в июле — начале августа, питаясь листьями колючего эспарцета (Onobrychis cornuta). Гусеницы ведут скрытный образ жизни. Зимуют куколки, прикрепленные к стеблям кормового растения.

## Численность
Узколокальный малочисленный вид.

## Охрана
Вид занесён в Красную книгу Азербайджана.